# Équipe cycliste Bingoal WB Devo
L'équipe cycliste Bingoal WB Devo est une équipe cycliste belge basée à Mouscron. Elle a été créée en 2012 avec le statut d'équipe continentale. Elle a vocation à former de jeunes coureurs wallons et est dirigée par Christophe Duquesnoy depuis 2017 après l'avoir été précédemment par Marc Duquesnoy, Christophe Brandt et Stéphane Van Marcke. Depuis 2019, c'est la réserve de l'équipe de deuxième division Bingoal Pauwels Sauces WB.

## Histoire de l'équipe
La création de l'équipe est annoncée en janvier 2012 par André Antoine, ministre du budget, des Finances, de l'Emploi, de la Formation et des Sports de la Région wallonne. Selon celui-ci, il est prévu qu'elle s'appelle Forem-Actiris, du nom des services publics de l'emploi des régions wallonne et bruxelloise. Ces deux organismes, ainsi que le ministre bruxellois de l'emploi Benoît Cerexhe, font cependant savoir qu'ils n'ont pas été informés de ce projet, et refusent d'y participer. Face à cette opposition, André Antoine renonce au projet, qui voit finalement le jour grâce au soutien d'entreprises privées. L'équipe s'appelle Idemasport-Biowanze, du nom de ses deux sponsors. Elle a le statut d'équipe continentale et a une vocation formatrice. À cette fin, elle est composée de jeunes coureurs wallons, engagés en « contrat Rosetta » (convention de premier emploi), et est associé à l'équipe Wallonie-Bruxelles, autre équipe continentale wallonne, dont elle est le « vivier ». Elle est dirigée par Christophe Brandt et Christophe Detilloux.
À l'issue de la première saison de l'équipe, trois de ses coureurs sont recrutés avec un contrat professionnel au sein de l'équipe Wallonie-Bruxelles : Antoine Demoitié, vainqueur de neuf courses durant la saison, Maxime Anciaux et Julien Stassen. Loïc Vliegen rejoint l'équipe BMC Development, dirigée par Rik Verbrugghe.
En 2013, l'un des deux sponsors principaux de l'équipe change : elle s'appelle désormais Color Code-Biowanze. Boris Vallée, vainqueur du championnat de Wallonie du contre-la-montre espoirs et du Grand Prix Criquielion durant l'année, est recruté par l'équipe Lotto-Belisol pour la saison suivante.

## Principales victoires
- Grand Prix Criquielion : Boris Vallée (2013), Lionel Taminiaux (2018)

## Classements UCI
L'équipe participe aux épreuves des circuits continentaux et en particulier de l'UCI Europe Tour. Les tableaux ci-dessous présentent les classements de l'équipe sur les différents circuits, ainsi que son meilleur coureur au classement individuel.
UCI Europe Tour
| UCI Europe Tour | UCI Europe Tour        | UCI Europe Tour                           | UCI Europe Tour |
| Année           | Classement par équipes | Meilleur coureur au classement individuel |                 |
| --------------- | ---------------------- | ----------------------------------------- | --------------- |
| 2012            | 78e                    | Antoine Demoitié (240e)                   |                 |
| 2013            | 74e                    | Boris Vallée (185e)                       |                 |
| 2014            | 81e                    | Antoine Warnier (424e)                    |                 |
| 2015            | 119e                   | Jimmy Duquennoy (752e)                    |                 |
| 2016            | 96e                    | Rémy Mertz (883e)                         |                 |
| 2017            | 80e                    | Julien Mortier (739e)                     |                 |
| 2018            | 86e                    | Lionel Taminiaux (587e)                   |                 |
| 2019            | 85e                    | Jens Reynders (559e)                      |                 |
| 2020            | 94e                    | Sébastien van Poppel (1049e)              |                 |
| 2021            | 90e                    | Nathan Vandepitte (797e)                  |                 |
| 2022            | 100e                   | Gil Gelders (988e)                        |                 |
| 2023            | 92e                    | -                                         |                 |
|                 |                        |                                           |                 |
| Source : UCI    |                        |                                           |                 |

L'équipe est également classée au Classement mondial UCI qui prend en compte toutes les épreuves UCI et concerne toutes les équipes UCI.
| Classement mondial | Classement mondial     | Classement mondial                        | Classement mondial |
| Année              | Classement par équipes | Meilleur coureur au classement individuel |                    |
| ------------------ | ---------------------- | ----------------------------------------- | ------------------ |
| 2016               | -                      | Rémy Mertz (1287e)                        |                    |
| 2017               | -                      | Julien Mortier (1154e)                    |                    |
| 2018               | -                      | Lionel Taminiaux (964e)                   |                    |
| 2019               | 151e                   | Jens Reynders (768e)                      |                    |
| 2020               | 160e                   | Sébastien van Poppel (1396e)              |                    |
| 2021               | 150e                   | Nathan Vandepitte (1075e)                 |                    |
| 2022               | 184e                   | Gil Gelders (1452e)                       |                    |
| 2023               | 176e                   | Michiel Lambrecht (1349e)                 |                    |
| 2024               | 135e                   | Jens Reynders (843e)                      |                    |
|                    |                        |                                           |                    |
| Source : UCI       |                        |                                           |                    |

## Bingoal WB Devo Team en 2024
Effectif
| Effectif 2024                          | Effectif 2024     | Effectif 2024 | Effectif 2024                      |
| Cycliste                               | Date de naissance | Pays          | Équipe précédente                  |
| -------------------------------------- | ----------------- | ------------- | ---------------------------------- |
| Thibaut Bernard                        | 15 janvier 2003   | Belgique      | Crabbé Toitures-CC Chevigny (2021) |
| Tom Crabbe                             | 2 juin 2005       | Belgique      | Avia-Rudyco (2023)                 |
| Noah Detalle (1 janv.–31 mai)          | 4 juin 2003       | Belgique      |                                    |
| Milan Feys (1 janv.–10 mars)           | 27 juillet 2004   | Belgique      |                                    |
| Lucas Jacques                          | 28 mai 2003       | Belgique      |                                    |
| Michiel Lambrecht                      | 10 février 2003   | Belgique      | Acrog-Tormans/Balen BC (2021)      |
| Milan Lanhove                          | 1 novembre 2003   | Belgique      | Van Eyck Sport-Josan-TLD (2023)    |
| Matteo Melotte                         | 26 avril 2004     | Belgique      |                                    |
| Thomas Nennen                          | 24 juin 2004      | Belgique      |                                    |
| Joes Oosterlinck                       | 22 mai 2003       | Belgique      | EFC-L&R-Van Mossel (2023)          |
| Jens Reynders                          | 25 mai 1998       | Belgique      | Israel-Premier Tech (2023)         |
| Sil Van Daele (1 janv.–31 mai)         | 26 janvier 2004   | Belgique      |                                    |
| Maurits Van Petegem                    | 21 décembre 2004  | Belgique      | Wielerclub Onder Ons Parike (2022) |
| Sébastien van Poppel (1 janv.–24 avr.) | 7 avril 2001      | Belgique      | Mini Discar Cycling Team (2023)    |
| Gaëtan Verleyen                        | 19 mai 2003       | Belgique      |                                    |
| Hugo Wertz                             | 15 septembre 2004 | Belgique      |                                    |
|                                        |                   |               |                                    |
| Source : ProCyclingStats               |                   |               |                                    |

Victoires
| Victoires | Victoires | Victoires | Victoires | Victoires | Victoires |
| Date      | Course    | Pays      | Classe    | Vainqueur |           |
| --------- | --------- | --------- | --------- | --------- | --------- |

## Saisons précédentes
- Color Code-Biowanze en 2014
- Color Code-Aquality Protect en 2015
- Color Code-Arden'Beef en 2016
- AGO-Aqua Service en 2017